# Nauruanen
Nauruanen zijn een etnische groep, die wonen op het eiland Nauru.
De afkomst van de Nauruanen is nog niet helemaal bekend, maar men denkt dat ze oorspronkelijk Melanesiërs, Polynesiërs en Micronesiërs waren. Deze zouden mogelijk door een schipbreuk zijn gedwongen op het eiland te leven.
De Nauruanen spreken vooral Engels en Nauruaans. Er zijn echter ook Nauruanen die een mengeling van beide talen spreken. 
Nauruanen staan bekend om hun overgewicht. In 1925 waren de eerste gevallen van diabetes ontdekt op Nauru. Hedendaags heeft 2 van de 3 Nauruanen de aandoening, het hoogste percentage op aarde. De oorzaak hiervan is dat Nauruanen na hun afhankelijkheid in 1968 gewend raakten aan een luxe levensstijl en ongezond aten. Dit doen Nauruanen nog steeds, ook al zijn weinig Nauruanen meer rijk, en kunnen ze eerder als arm worden beschouwd. 